# METAe
METAe Project – finansowany przez Komisję Europejską element projektu organizacji bibliotek elektronicznych, pozwalający zdigitalizować dokumenty historyczne, szczególnie zapisane nietypową czcionką (np. Gotyk, Fraktura, Szwabacha).

czcionka „Fraktura”

W projekcie METAe uczestniczą m.in.:
- Leopold-Franzens-Universität Innsbruck (koordynator), (Uniwersytet w Innsbrucku, Austria),
- Universität Linz, Institut für Angewandte Informatik (Uniwersytet w Linzu, Austria)
- Mitcom Neue Medien GmbH (Niemcy)
- CCS Compact Computer Systeme (Niemcy)
- Universidad de Alicante (Hiszpania)
- Friedrich-Ebert-Stiftung (Fundacja Freiedricha-Eberta, Niemcy)
- Cornell University Library. Department of Preservation and Conservation (Uniwersytet Cornella, USA)
- Bibliothèque nationale de France (Biblioteka Narodowa, Francja)
- The National Library of Norway, Rana division (Norweska Biblioteka Narodowa)
- Biblioteca Statale A. Baldini (Włochy)
- Dipartimento di Sistemi e Informatica, University of Florence (Uniwersytet Florencki, Włochy),
- Karl-Franzens-Universität Graz, Universitätsbibliothek (Austria)
- Scuola Normale Superiore, Centro di Ricerche Informatiche per i Beni Culturali (Włochy)
- Higher Education Digitisation Service HEDS (UK)

Inne tego typu projekty:
- COLLATE – Collaboratory for Annotation, Indexing and Retrieval of Digitized Historical Archive Material
- CHLT – Cultural Heritage Language Technologies
- PRESTO. presto.joanneum.ac.at. [zarchiwizowane z tego adresu (2008-09-21)]. – Preservation Technology for European Broadcast Archives